# Jake Buxton
Jake Frederick Buxton (Sutton-in-Ashfield, 4 marzo 1985) è un allenatore di calcio ed ex calciatore inglese, di ruolo difensore.

## Palmarès

### Club

#### Competizioni nazionali
- Conference League Premier: 1

Burton Albion: 2008-2009